# Vesperella maroccana
Vesperella maroccana là một loài bọ cánh cứng trong họ Cerambycidae.